# 黃樹賓
黄树宾（？—？），原名之骧，更名洵，再名棣昌，字修存，吴川县人，北京大兴县籍。清朝官员、书法家。

## 生平
道光十八年（1838年）戊戌科二甲进士，官山西介休县知县。工書法。